# Dulwich Picture Gallery
Dulwich Picture Gallery é uma galeria de arte em Dulwich, no sul de Londres . Abriu ao público em 1817 e foi projetada pelo arquiteto Regency Sir John Soane usando um método inovador e influente de iluminação. É a galeria de arte pública mais antiga da Inglaterra e tornou-se um fundo de caridade independente em 1994. Até então, a galeria fazia parte do College of God's Gift, uma fundação de caridade criada pelo ator, empresário e filantropo Edward Alleyn no início do século XVII. A aquisição de obras de arte por seus fundadores, e os legados dos seus muitos patronos, resultou na Dulwich Picture Gallery, que abriga uma das melhores coleções de Mestres Antigos do país, especialmente rica em pinturas barrocas francesas, italianas e espanholas e em retratos britânicos desde a era Tudor até ao século 19.
A Dulwich Picture Gallery e o seu mausoléu estão listados como Grau II* na Lista do Património Nacional da Inglaterra .

## História

### História inicial da galeria

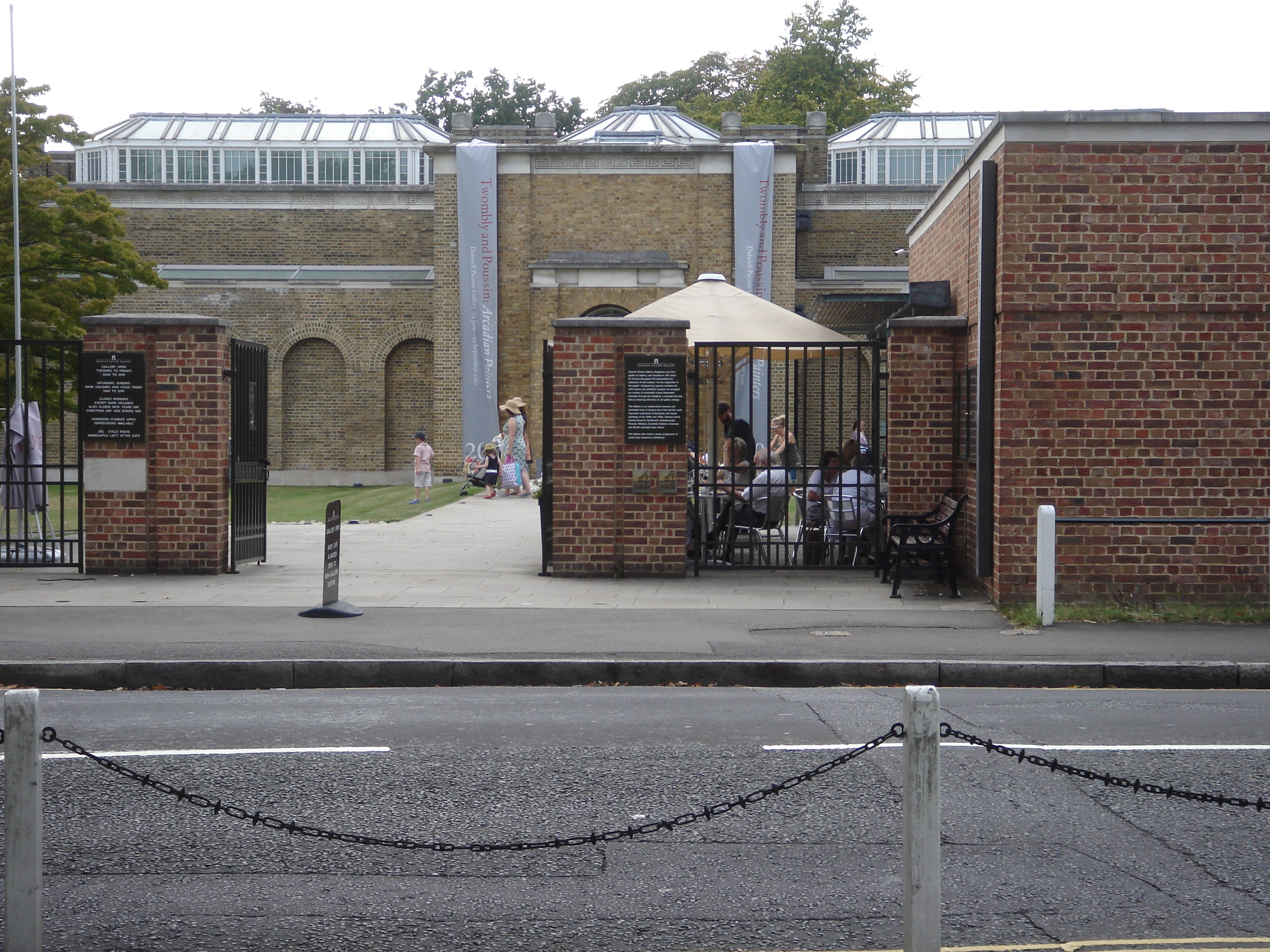
Entrada

Edward Alleyn (1566–1626) foi um ator que se tornou empresário do teatro elizabetano. Seus interesses comerciais no Rose and Fortune Theatres (um grande concorrente do Globe Theatre ), deram-lhe riqueza suficiente para adquirir o couto de Dulwich em 1605. Ele fundou uma escola em Dulwich, a College of God's Gift, e dotou-a com sua propriedade. Era uma escola para meninos e ao lado havia asilos para os pobres locais. A escola dividiu-se depois em três escolas beneficiárias separadas - Dulwich College, Alleyn's School e James Allen's Girls 'School, em homenagem a um diretor do início do século XVIII. A escola, as casas de caridade anexas e a capela sobrevivem ao lado da galeria na Gallery Road, embora o seu exterior tenha passado por uma extensa reforma.
Alleyn legou ao colégio uma coleção de obras, incluindo retratos dos reis e rainhas da Inglaterra. A escola manteve conexões com o teatro e, em 1686, o ator William Cartwright (1606–1686) legou uma coleção de 239 quadros, dos quais 80 são agora identificáveis em Dulwich. No século XVIII, o acervo estava exposto no primeiro andar da ala do Colégio Velho. Atraiu poucos acréscimos durante este período, e as descrições registradas da galeria sugerem o desapontamento e a apatia dos seus visitantes. O historiador de arte e político Whig Horace Walpole escreveu que viu "uma centena de retratos mofados, entre as sibilas dos apóstolos e os reis da Inglaterra".

### História posterior – Bourgeois, Desenfans e Sir John Soane

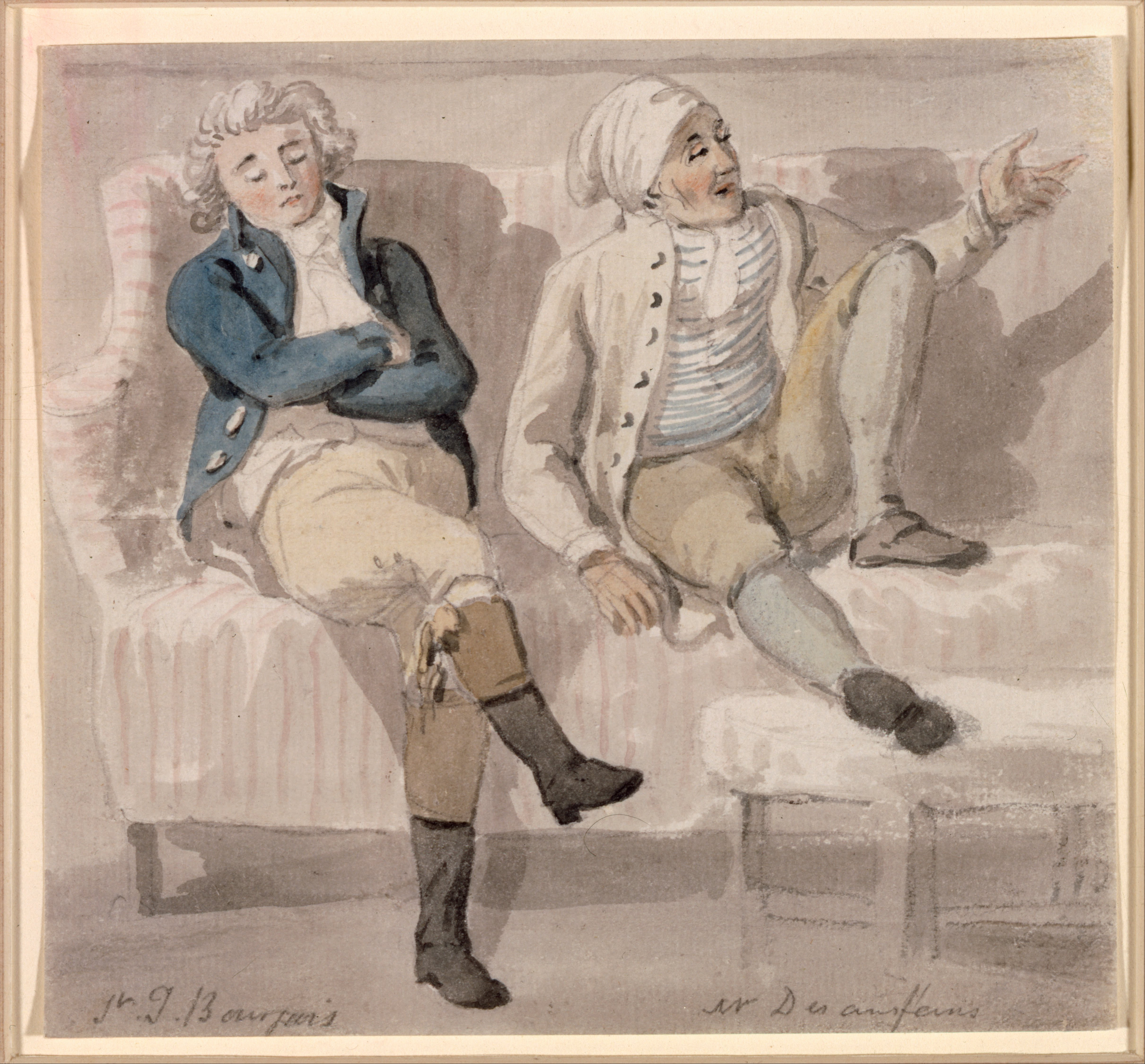
Francis Bourgeois e Noël Desenfans

A coleção Dulwich foi aprimorada em tamanho e qualidade por Sir Francis Bourgeois (1753–1811), originalmente da Suíça, e pelo seu parceiro de negócios, o francês Noël Desenfans (1744–1807). O envolvimento deles fez com que a Galeria desse passos significativos em direção ao seu estado atual e, como tal, são creditados como fundadores da Dulwich Picture Gallery. Eles dirigiam uma concessionária de arte em Londres e em 1790 foram contratados pelo rei da Comunidade polonesa-lituana, Stanisław August Poniatowski, para montar uma coleção nacional para a Polônia para incentivar as artes plásticas lá. Desenfans fez pressão junto ao governo britânico para criar uma coleção nacional britânica semelhante e ofereceu-se para contribuir, mas foi recebido sem entusiasmo. Viajando pela Europa e comprando obras de arte, Bourgeois e Desenfans levaram cinco anos para montar a coleção, mas em 1795 a Comunidade Polaco-Lituana havia sido dividida e não existia mais.
Bourgeois e Desenfans tentaram vender a coleção, mas não tiveram sucesso. Em vez disso, vendiam pequenas peças para financiar a compra de outras obras importantes e mantinham o acervo na casa dos Desenfans, na rua Charlotte. Após a morte de Desenfans em 1807, Bourgeois herdou a coleção. Ele contratou Sir John Soane para projetar e construir um mausoléu na casa de Desenfans, mas não conseguiu garantir a propriedade. Bourgeois legou a sua coleção ao College of God's Gift a conselho do ator John Philip Kemble, amigo de ambos os marchands. Bourgeois deixou instruções no seu testamento para a construção de uma galeria em Dulwich, projetada por Soane, para expor a coleção. Ficava ao lado dos prédios originais da escola, perto da capela. Ele também deixou £ 2.000 para os custos de construção e £ 4.000 foram doados pela viúva de Desenfan.
A galeria foi aberta aos alunos da Royal Academy of Arts em 1815, dois anos antes da abertura oficial ao público, este atraso devido a um problema no sistema de aquecimento da galeria. Tornou-se um local popular para os copistas das escolas de arte de Londres. A sua coleção foi visitada por muitas figuras culturais ao longo dos próximos cem anos, muitos dos quais foram pela primeira vez como estudantes, incluindo John Constable, William Etty, Joseph Mallord William Turner e mais tarde Vincent van Gogh. Charles Dickens menciona a Dulwich Picture Gallery no seu romance The Pickwick Papers, já que Samuel Pickwick, o protagonista do romance, é um visitante da galeria na sua reforma.

### História moderna

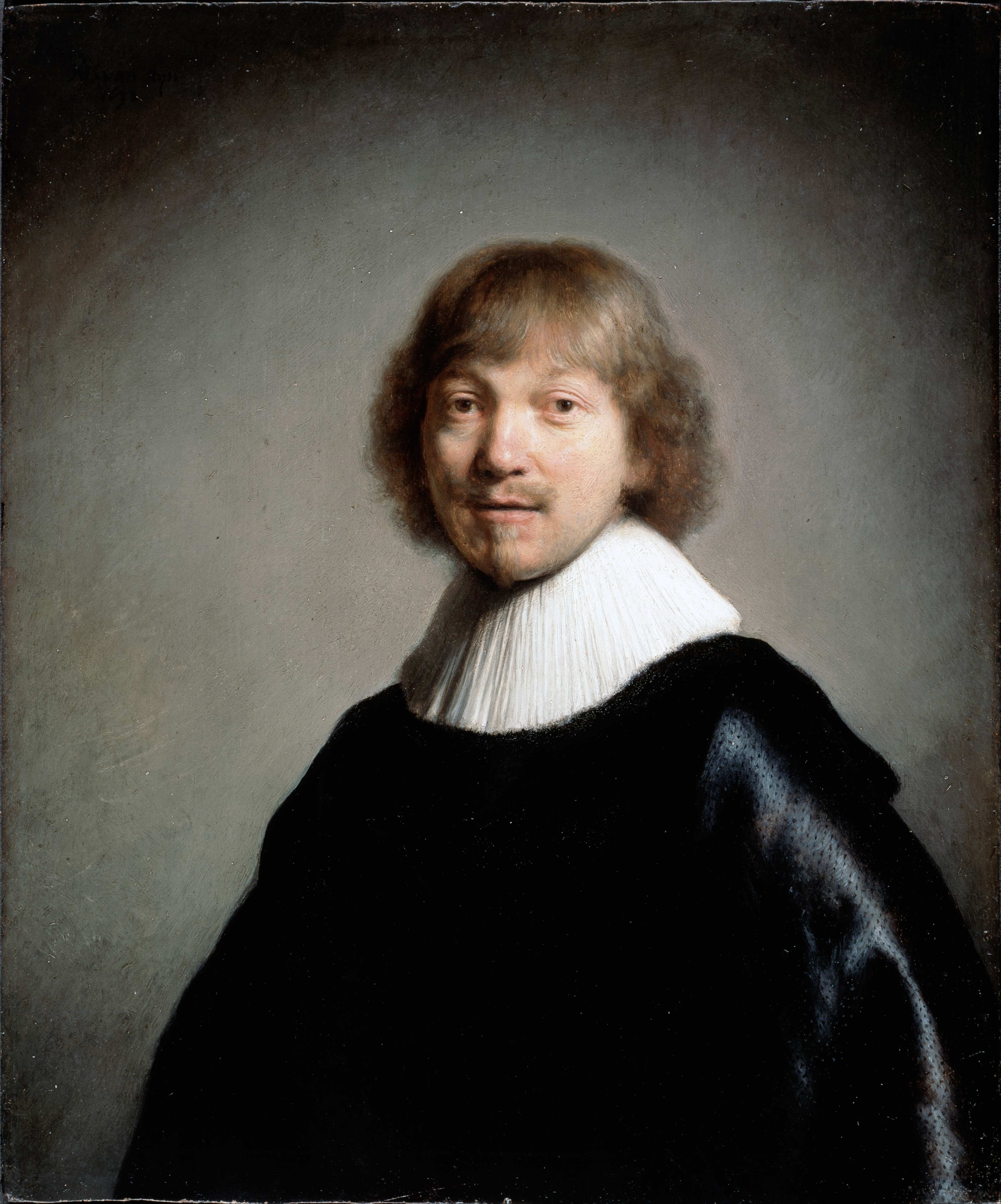
Rembrandt, Retrato de Jacob de Gheyn III.

Na madrugada de 31 de dezembro de 1966, oito pinturas foram roubadas, três de Rembrandt, Uma Garota à Janela, uma versão de Retrato de Tito e Retrato de Jacob de Gheyn III, que era um colega artista; três de Rubens, Três Mulheres com Cornucópia, Santa Bárbara e As Três Graças ; Senhora a tocar o Clavicórdio de Gerrit Dou e Susana e os Velhos de Adam Elsheimer. Estas obras valiam pelo menos £ 3 milhões, mas uma recompensa de apenas £ 1.000 foi oferecida pelo seu retorno. Em poucos dias, todas as pinturas foram recuperadas após uma investigação liderada pelo detetive superintendente Charles Hewett, que já havia investigado o suspeito de assassino em série Dr. John Bodkin Adams. Michael Hall, um motorista de ambulância desempregado, foi o único dos ladrões capturado e foi condenado a cinco anos de prisão.
O pequeno quadro inicial Retrato de Jacob de Gheyn III (1632) de Rembrandt foi roubado e recuperado quatro vezes, e está listado no Guinness World Records como a obra de arte mais roubada do mundo. Roubado pela última vez em 1983, foi recuperado de um guarda-volumes na República Federal da Alemanha em 1986; retornado anonimamente; encontrado na garupa de uma bicicleta; e descoberto debaixo de um banco num cemitério em Streatham, no sul de Londres. Desde 2010, a pintura é guardada por um sistema de segurança atualizado. Em novembro de 2019, durante a exposição Rembrandt's Light com obras emprestadas do Louvre em Paris e do Rijksmuseum em Amsterdão, ladrões tentaram roubar duas das pinturas. As pinturas foram recuperadas no terreno.
Em 1995, uma grande reorganização da histórica instituição de caridade Alleyn's College resultou na reconstituição da Dulwich Picture Gallery como uma instituição de caridade independente registrada .
A Galeria comemorou o seu bicentenário em 2017. Como parte das comemorações, a Galeria fez uma parceria com o Festival de Arquitetura de Londres, para realizar um concurso para arquitetos emergentes para criar um 'Dulwich Pavilion', uma estrutura de eventos temporários a ser construída no terreno histórico da Galeria durante o verão de 2017. A competição foi ganha pelo escritório de arquitetura IF_DO, com sede em Londres.
Em junho-setembro de 2019, a Dulwich sediou a primeira grande exposição das obras da Grosvenor School em uma galeria de arte pública fora da Austrália, que foi muito bem recebida pela crítica.

### Doadores

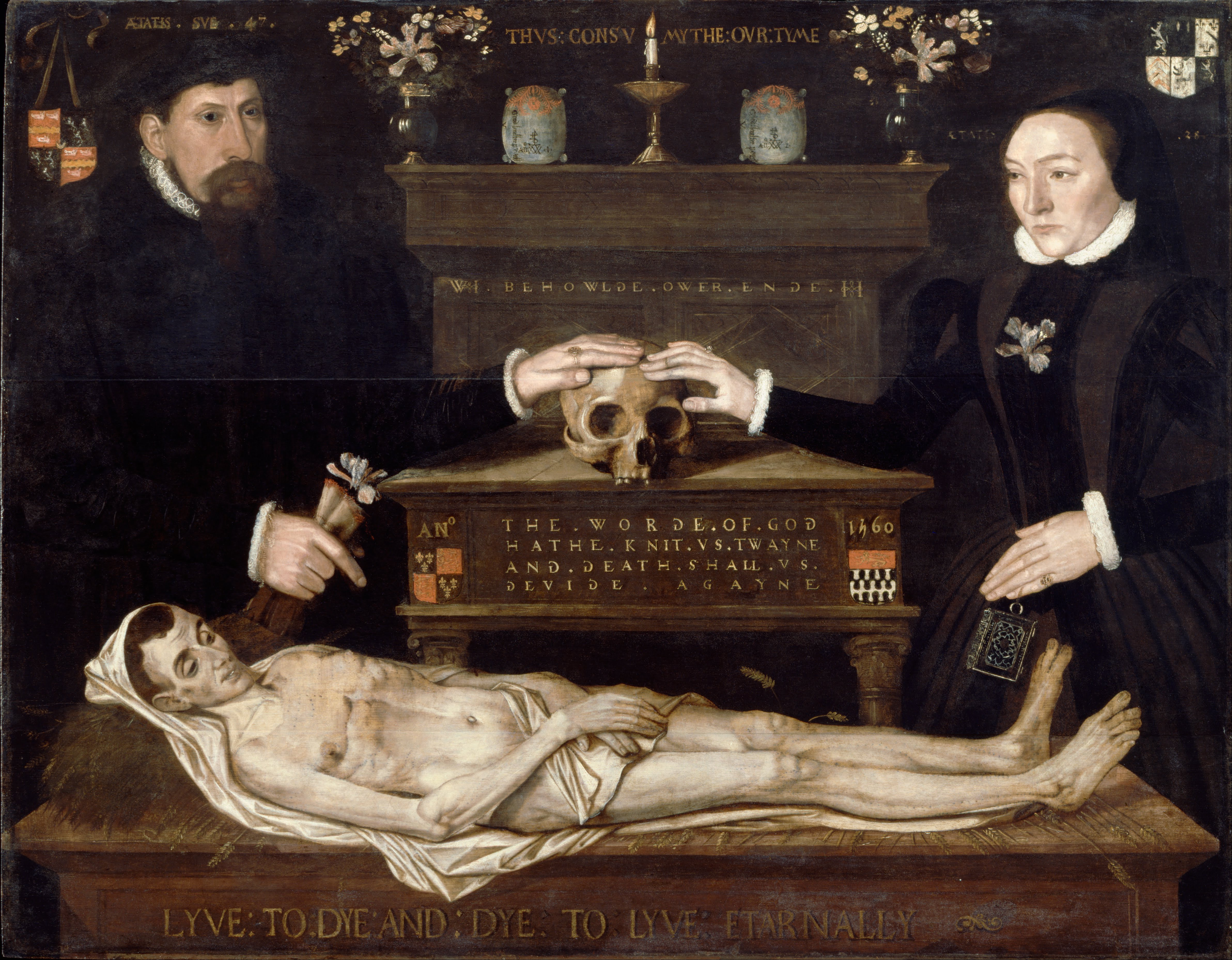
O Judde Memorial, Cartwright Bequest, 1686

A galeria atraiu patronos desde os seus primeiros dias. Em 1835, William Linley (1771–1835) - o último de uma família musical e teatral (muitos dos quais tinham conexões com o Dulwich College) e cunhado do dramaturgo Richard Brinsley Sheridan - legou a sua coleção de retratos de família para a galeria. Entre essas pinturas estavam obras de Thomas Gainsborough, Archer James Oliver, James Lonsdale e Sir Thomas Lawrence .
O retratista e acadêmico real William Beechey (1753–1839) doou uma pintura do fundador da galeria, Bourgeois, que ele pintou no verso de uma tela de Joshua Reynolds em 1836, adicionando duas imagens à coleção, embora apenas uma possa ser exposta de cada vez . Em 2012, o lado da tela exposto foi o de Reynolds.
A arte do retrato britânico tornou-se melhor representada devido à beneficência de Charles Fairfax Murray, um pintor, colecionador e negociante pré-rafaelita . Um grupo de 40 telas foi doado por Murray em 1911, e outros se seguiram em 1915 e 1917–18.

## Projeto da galeria
O design e a arquitetura da Dulwich Picture Gallery, compreendendo uma série de salas interligadas e iluminadas por luz natural através de clarabóias suspensas, tem sido a principal influência no design de galerias de arte desde então. Soane projetou as clarabóias para iluminarem as pinturas indiretamente. O projeto de Soane não estava relacionado à prática arquitetônica tradicional ou escolas de arquitetura. Em vez de construir uma fachada com os pórticos de estuque preferidos por muitos arquitetos contemporâneos, optou por usar tijolo bruto ininterrupto, uma característica posteriormente adotada por muitas galerias de arte do século XX. O arquiteto Philip Johnson disse que "Soane nos ensinou a expor pinturas".

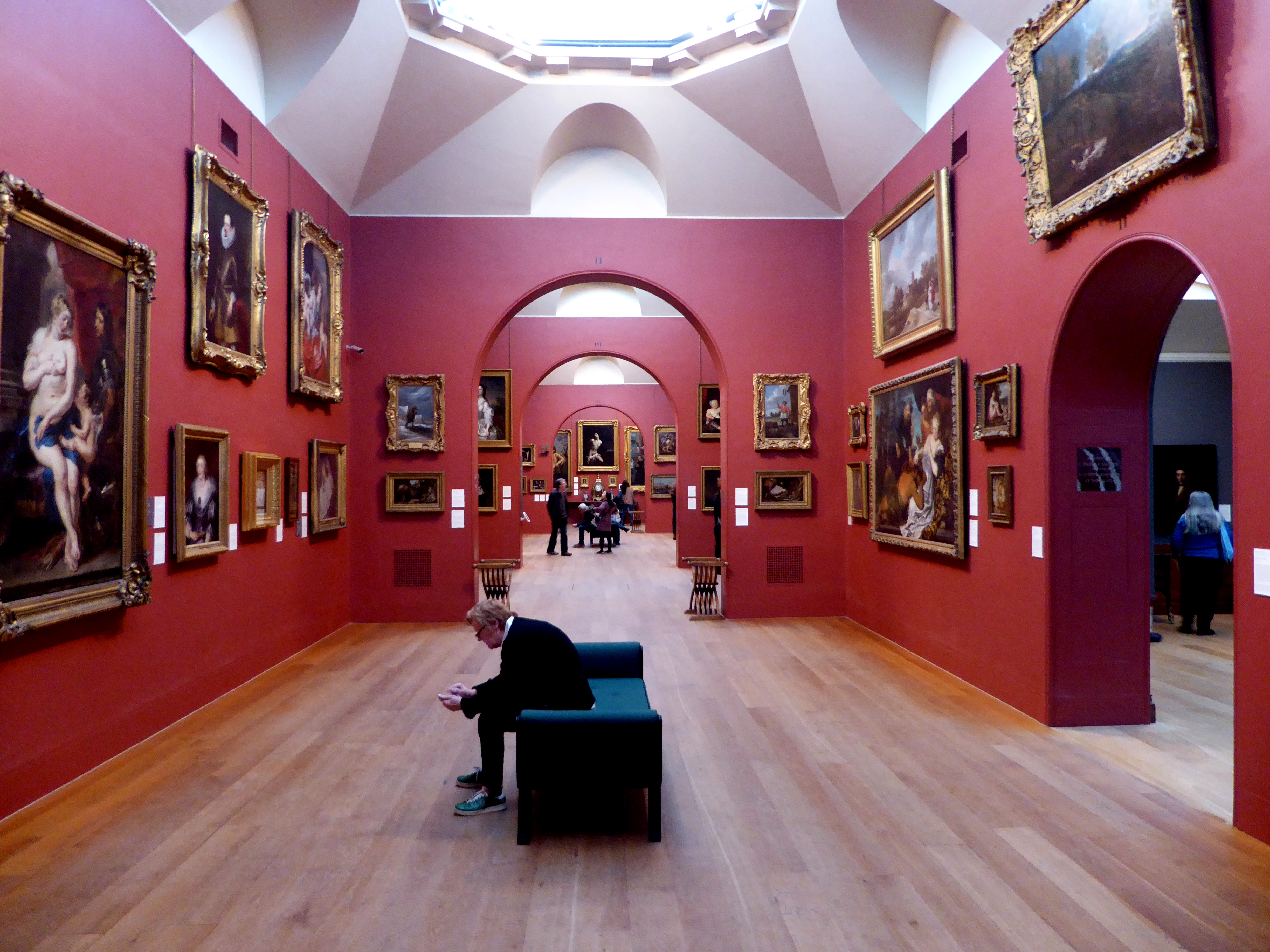
Interior da galeria

Antes de Soane definir o seu projeto final, ele propôs várias outras ideias em torno de um quadrilátero pertencente à fundação de caridade de Alleyn, a sul dos prédios da escola. Os esquemas mostraram-se muito ambiciosos e apenas a galeria foi construída, concebida como uma ala do quadrilátero. O mausoléu foi uma ideia de Soane, já que Bourgeois havia apenas indicado o desejo de ser enterrado na capela da faculdade. Soane relembrou o desejo de Bourgeois de construir um mausoléu na casa de Desenfan e o seu projeto era axiomático ao da casa da Charlotte Street. Bourgeois e Desenfans, juntamente com a esposa de Desenfans, falecida em 1815, estão sepultados no mausoléu da galeria. Os abrigos para os pobres, construídos por Soane ao longo do lado oeste da galeria, foram convertidos em espaço de exposição por Charles Barry Jr. em 1880, e uma extensão para o leste foi construída com desenho de ES Hall entre 1908 e 1938.
Em 12 de julho de 1944, durante a Segunda Guerra Mundial, o mausoléu e as galerias da ala oeste foram gravemente danificadas por uma bomba voadora alemã V1 e ossos foram espalhados pelo gramado em frente à galeria. Os três sarcófagos no mausoléu agora contêm aproximadamente um esqueleto cada. Os prédios foram reformados por Austin Vernon and Partners e reabertos pela Rainha Mãe em 27 de abril de 1953.
Um café modernista, salas de educação, acesso para cadeira de rodas e um auditório de Rick Mather foram adicionados em 1999. Ao mesmo tempo, partes do projeto original de Soane foram restauradas e as últimas obras foram inauguradas pela rainha Elizabeth II em 25 de maio de 2000.
Em 2023, o museu anunciou planos para uma reforma de £ 4,6 milhões, projetada pelos arquitetos Carmody Groarke, abrangendo um novo jardim de esculturas na parte sul do local e um novo prédio para atividades escolares e familiares.

## Coleção
Escola Holandesa
- Cuyp, Aelbert – 11 pinturas;
- Dou, Gerrit – 1 pintura;
- Hobbema, Meyndert – 1 pintura;

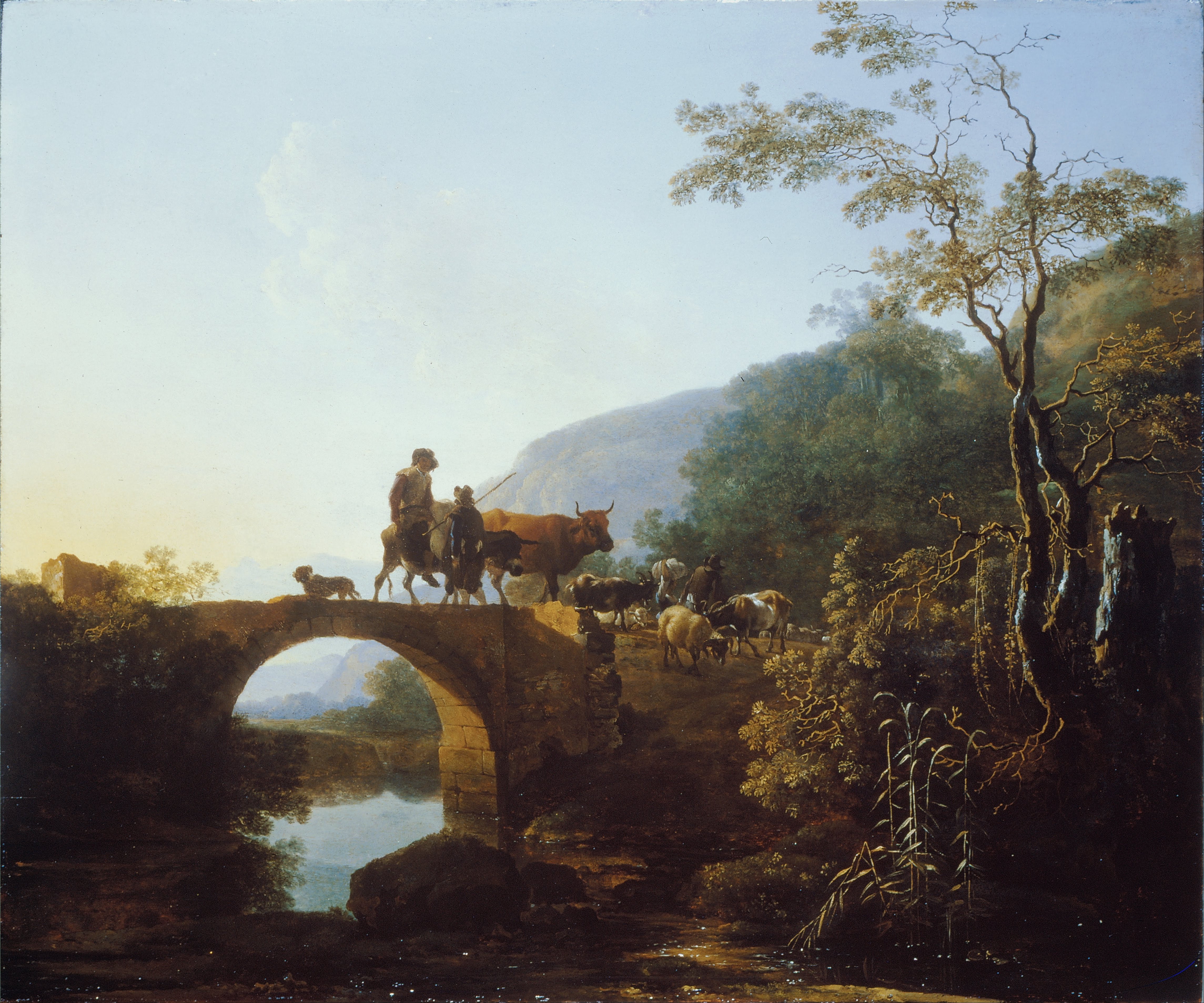
Adam Pynacker, Ponte em uma paisagem italiana.

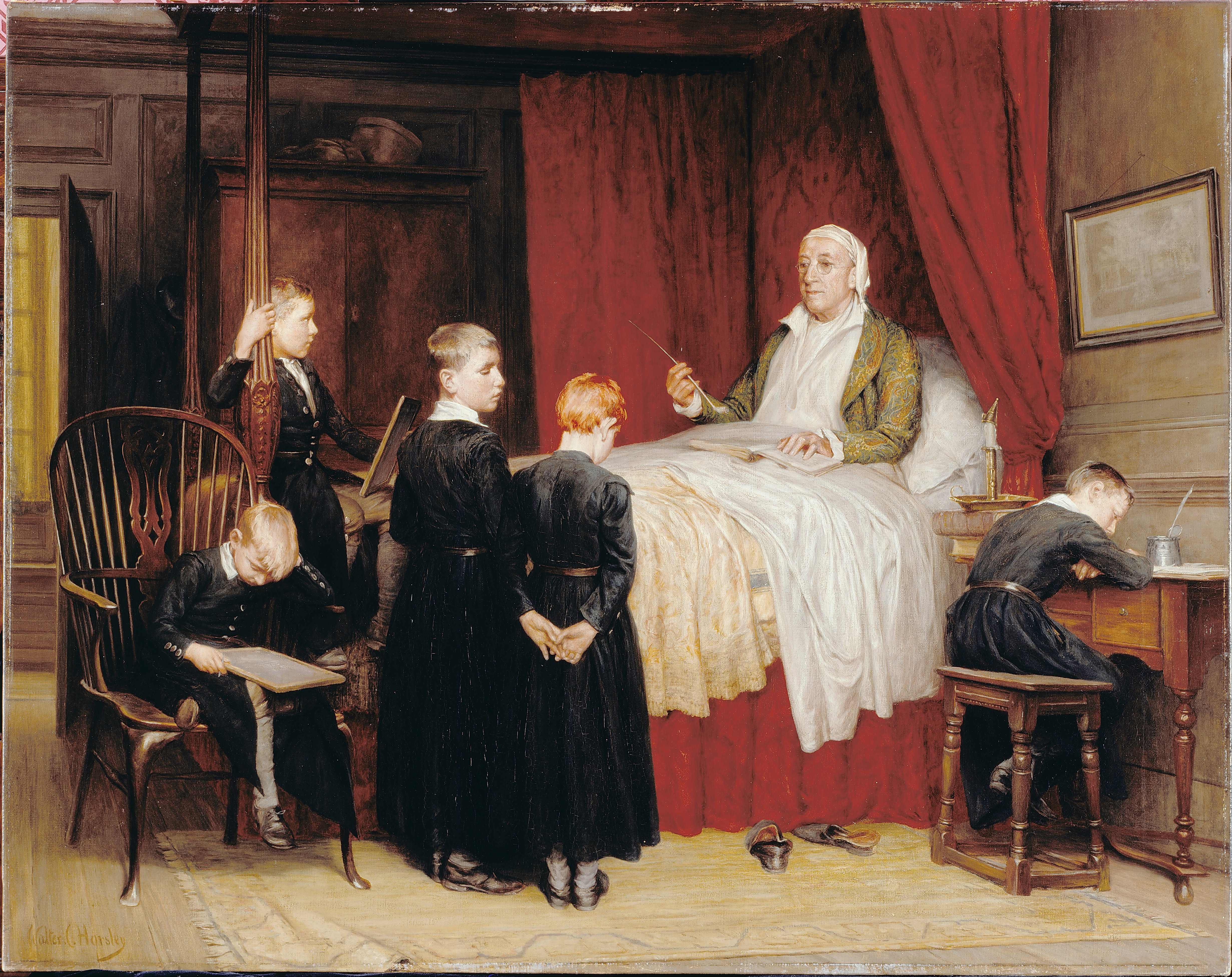
Walter Charles Horsley : Antigos estudos no Dulwich College

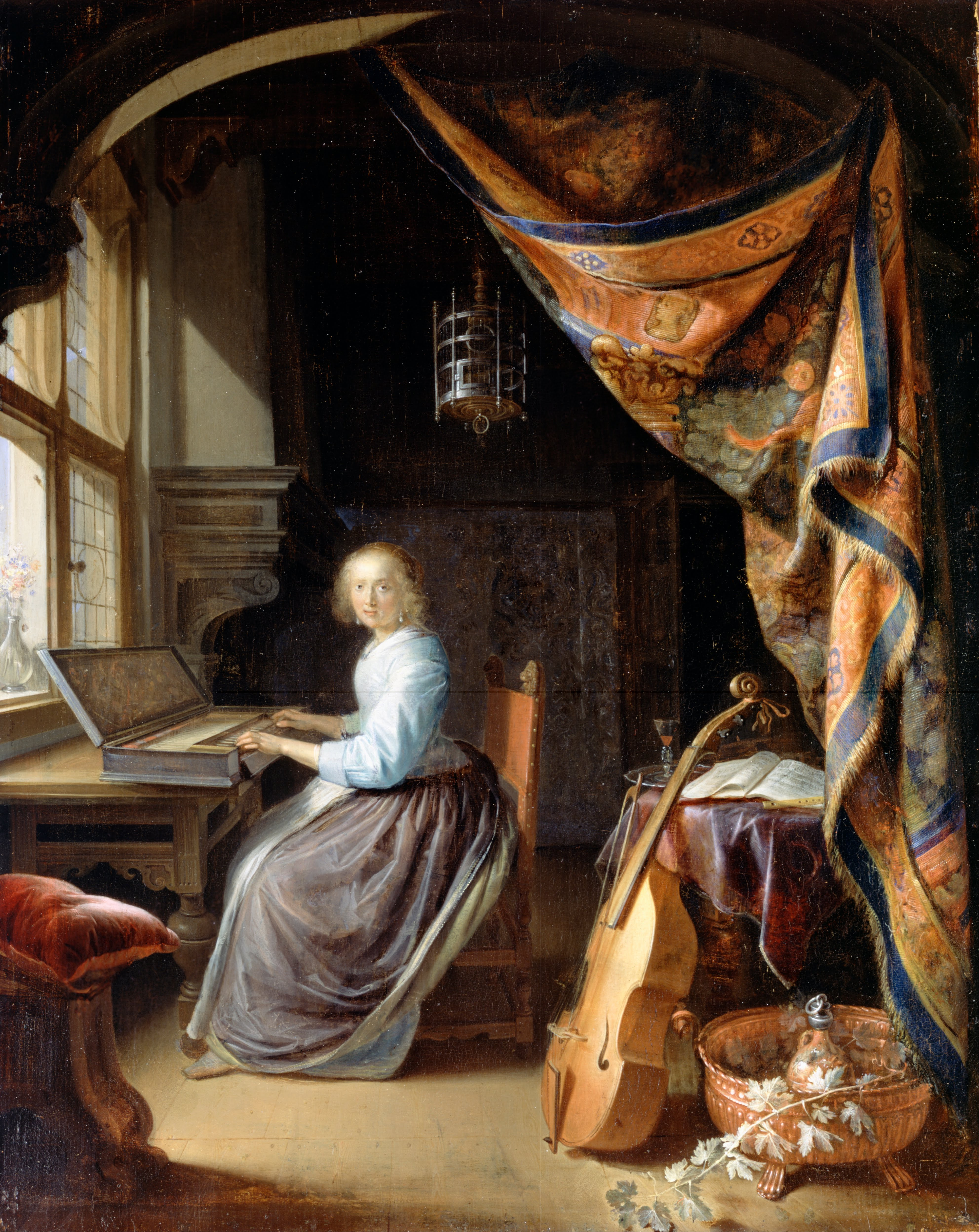
Gerrit Dou: Uma mulher tocando um clavicórdio

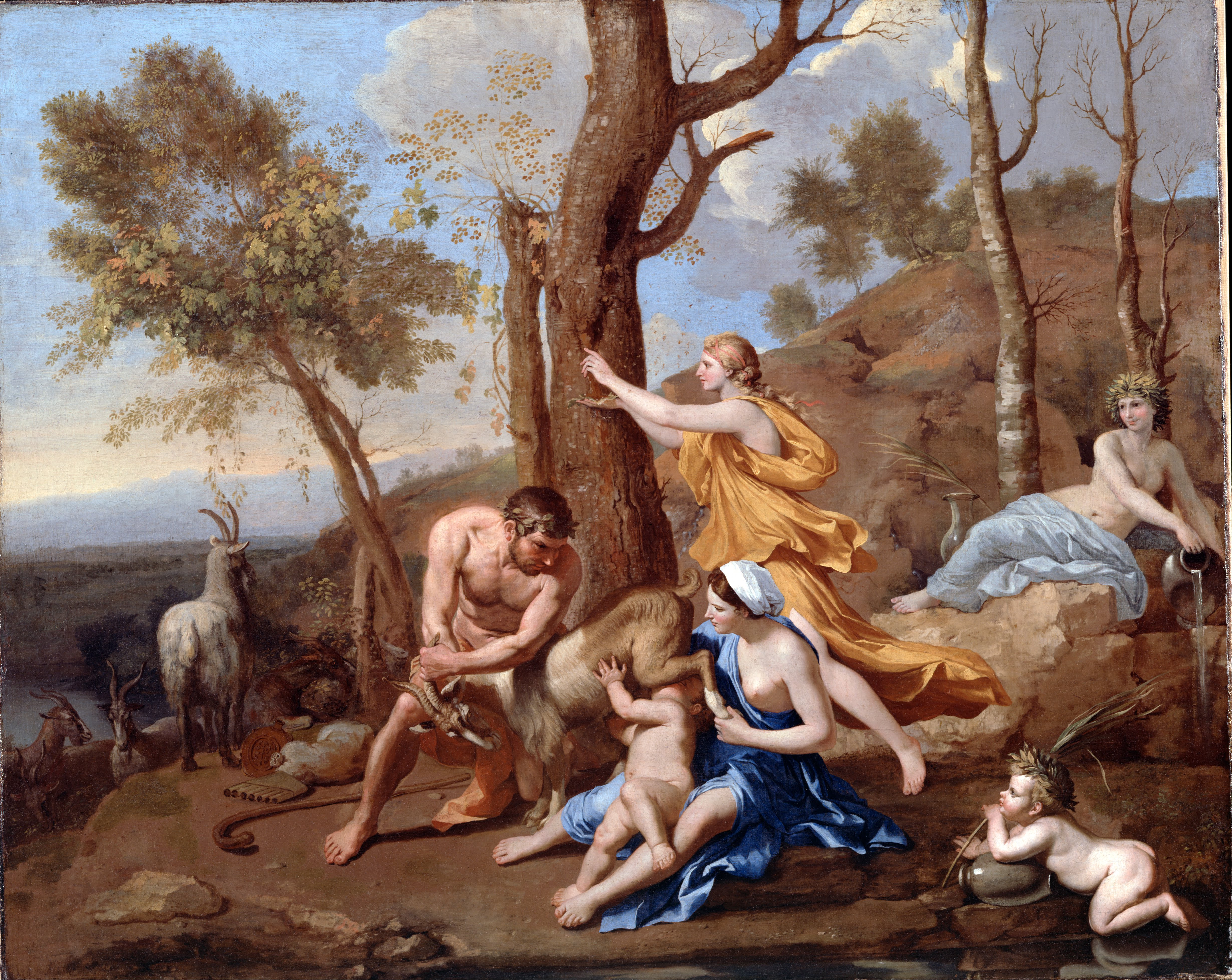
Nicolas Poussin, A Criação de Júpiter.

- Hooch, Charles Cornelisz de – 2 pinturas;
- Neer, Aernout van der – 1 pintura;
- Ostade, Adriaen van – 5 pinturas;
- Rembrandt van Rijn – 3 pinturas;
- Ruisdael, Jacob van – 4 pinturas;
- Velde, Adriaen van de – 2 pinturas;
- Velde, Willem van de...the Younger – 3 pinturas;
- Weenix, Jan – 1 pintura;
- Wouwerman, Philip – 12 pinturas;

Escola Inglesa
- Dobson, William – 1 pintura;
- Gainsborough, Thomas – 7 pinturas;
- Hogarth, William – 2 pinturas;
- Landseer, Sir Edwin – 1 pintura;
- Lawrence, Thomas – 3 pinturas;
- Reynolds, Joshua – 9 pinturas;
- Constable, John – 1 pintura;

Escola Flamenga
- Marcus Gheeraerts, o Jovem – 1 pintura;
- Rubens, Peter Paul – 10 pinturas;
- Teniers, David – 19 pinturas;
- Van Dyck, Anthony – 5 pinturas;

Escola Francesa
- Dughet, Gaspard – 4 pinturas;
- Fragonard, Jean-Honoré – 1 pintura;
- Gellée, Claude – 4 pinturas;
- Poussin, Nicolas – 6 pinturas;
- Vernet, Claude-Joseph – 6 pinturas;
- Watteau, Jean-Antoine – 2 pinturas;

Escola Italiana
- Canaletto, (Giovanni Antonio Canal) – 2 quadros;
- Carracci, Annibale – 4 pinturas;
- Piero di Cosimo – 1 quadro;
- Guercino, (Giovanni Francesco Barbieri) – 2 quadros;
- Rafael, (Raffaello Sanzio) – 2 pinturas;
- Reni, Guido – 2 pinturas;
- Ricci, Sebastiano – 2 pinturas;
- Tiepolo, Giovanni Battista – 3 pinturas;
- Vasari, Giorgio – 1 pintura;
- Veronese, Paolo – 1 pintura;
- Zuccarelli, Francesco – 3 pinturas;

Escola Espanhola
- Murillo, Bartolomé-Esteban – 4 pinturas;

### Galeria
- Aelbert Cuyp: Cattle near the Maas, with Dordrecht in the distance
- Guercino: The Woman taken in Adultery

- Thomas Hudson: Portrait of a Man
- Gainsborough, Thomas: Thomas Linley the elder
- Cristofano Allori: Judith
- Francesco Albani, Holy Family
- Michael Dahl: Portrait of a Lady
- Michael Dahl: Portrait of a Man
- Sir Arthur Stockdale Cope- The Reverend William Rogers
- William Hogarth: Portrait of a Man
- Bartolomé Estéban Murillo: The Madonna of the Rosary
- Arent de Gelder: Jacob's Dream
- Sir Peter Lely: Portrait of a Lady in Blue holding a Flower
- Sir Peter Lely: A Boy as a Shepherd

## Diretores
Jennifer Scott tornou-se diretora da Dulwich Picture Gallery em abril de 2017, seguindo Ian AC Dejardin, que era diretor desde 2005. De 1996 a 2005, Desmond Shawe-Taylor, mais tarde pesquisador da Queen's Pictures, foi o diretor. Giles Waterfield foi diretor da Dulwich Picture Gallery de 1979-1996.